# باشگاه فوتبال کراون الگزاندرا
باشگاه فوتبال کراون الگزاندرا (به انگلیسی: Crown Alexandra Football Club) یک باشگاه فوتبال در شهر دارتفورد، کشور انگلستان است که در سال ۲۰۰۷ میلادی تأسیس شده‌است.